# Söllingen (Niedersachsen)
Söllingen ist eine Gemeinde im niedersächsischen Landkreis Helmstedt. Sie gehört der Samtgemeinde Heeseberg mit Sitz in Jerxheim an.

## Geografie

### Lage
Söllingen liegt südlich des Naturparks Elm-Lappwald.

### Gemeindegliederung

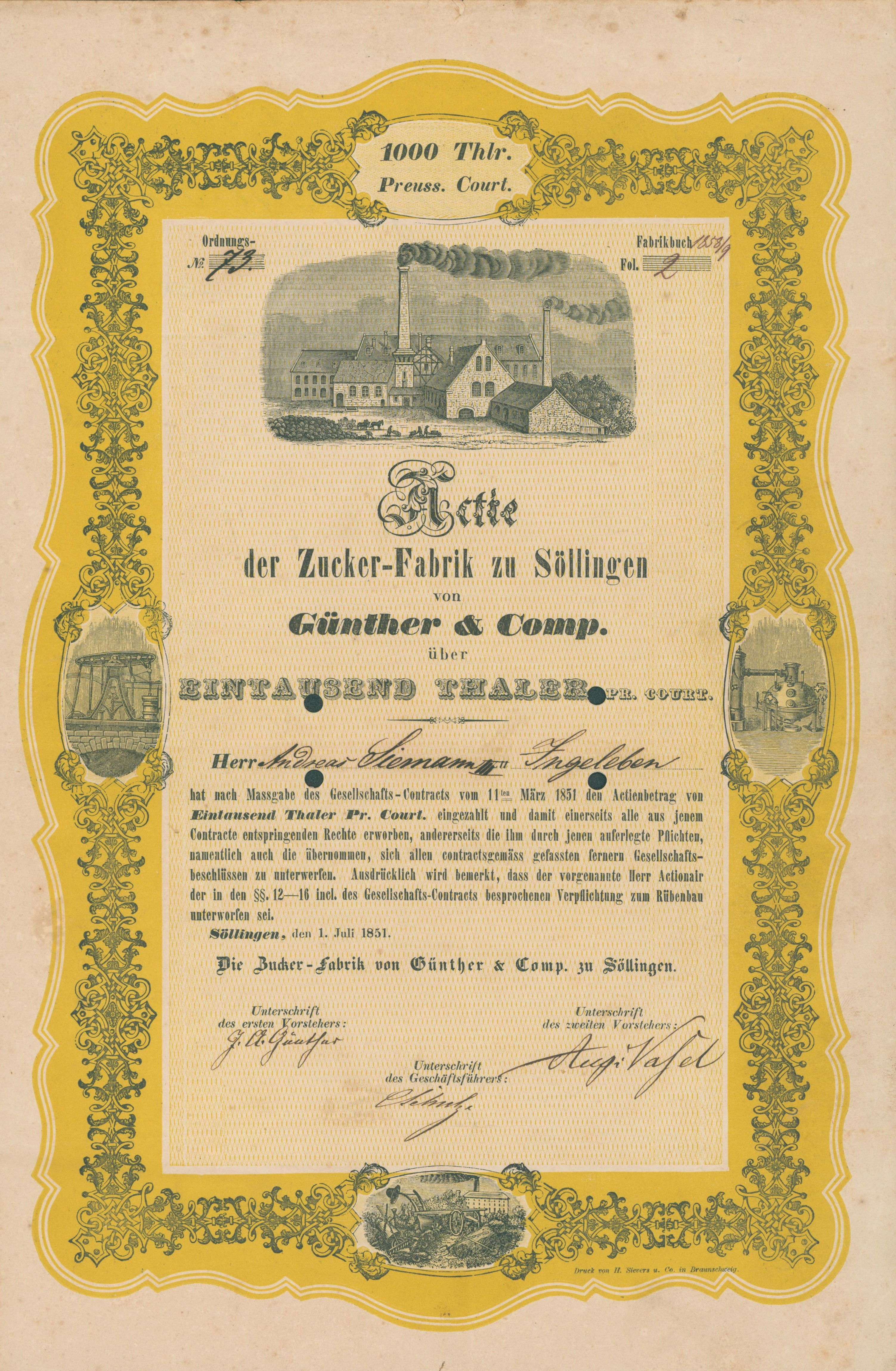
Aktie der Zuckerfabrik zu Söllingen von Günther & Comp. über 1000 Thaler, ausgegeben am 1. Juli 1851

Ortsteile der Gemeinde sind:
- Dobbeln
- Ingeleben
- Söllingen
- Twieflingen
- Wobeck

## Geschichte
Die Anwesenheit von Menschen während der frühen Bronzezeit belegt das Gräberfeld von Söllingen, das auf einer Anhöhe südlich des Ortes im Jahr 2025 bei Baggerarbeiten entdeckt wurde.
1090 wurde die Gemeinde erstmals als Solynge urkundlich erwähnt, was auf ein früheres Salzwerk hindeutet.
Im Zuge der Industrialisierung etablierten sich in Söllingen eine Zuckerfabrik (1850), eine Brennerei, eine Dampfziegelei, eine Brauerei, eine Saftfabrik und eine Dampfmolkerei.
Am 1. November 2016 wurden auf Beschluss des Niedersächsischen Landtages die bisherigen Gemeinden Söllingen, Ingeleben und Twieflingen zu einer neuen Gemeinde Söllingen zusammengefasst.

## Religion
Die St.-Nikolai-Kirche ist die einzige Kirche in Söllingen, sie gehört zur Evangelisch-lutherischen Landeskirche in Braunschweig.
Nachdem durch den Arbeitskräftebedarf in der Zuckerfabrikation wieder Katholiken in größerer Zahl in das seit der Reformation evangelisch-lutherische Söllingen gezogen waren und 1865 das nahegelegene Hötensleben einen katholischen Seelsorger erhalten hatte, fanden ab 1865 durch den Seelsorger aus Hötensleben katholische Gottesdienste im Schützenhaus von Söllingen statt. 1873 wurden die Gottesdienste in einen Betsaal verlegt, der dafür in einer Scheune der Zuckerfabrik eingerichtet worden war, bis dieser 1877 wieder von der Zuckerfabrik gesperrt wurde.

## Politik

### Gemeinderat
Der Rat der Gemeinde Söllingen besteht aus 11 Ratsfrauen und Ratsherren. Dies ist die festgelegte Anzahl für die Mitgliedsgemeinde einer Samtgemeinde mit einer Einwohnerzahl zwischen 1001 und 2000 Einwohnern. Die 11 Ratsmitglieder werden durch eine Kommunalwahl für jeweils fünf Jahre gewählt. Stimmberechtigt im Rat der Gemeinde ist außerdem der amtierende Bürgermeister.

#### 2021–2026
| Sitzverteilung nach Kommunalwahl 2021Insgesamt 11 Sitze - SPD: 1 - BLS: 10 | Kommunalwahl 2021Wbt.: 63,38 % 1009080706050403020100 92,55 % (−7,45 %p)7,45 % (n. k. %p) BLSaSPD20162021Anmerkungen:a Bürgerliste Söllingen |

#### 2016–2021
Die Kommunalwahl 2016 ergab direkt nach der Wahl die folgende Sitzverteilung:
| Kommunalwahl       | Bürgerliste Söllingen (BLS) | Gesamt   |
| ------------------ | --------------------------- | -------- |
| 11. September 2016 | 11                          | 11 Sitze |

### Bürgermeisterin
Seit 2016 ist Sonja Spindler ehrenamtliche Bürgermeisterin der neuen Gemeinde.
Im November 2021 wurde sie für weitere fünf Jahre wiedergewählt.

### Wappen
Das Wappen wurde vom Braunschweiger Heraldiker Arnold Rabbow gestaltet und so am 19. Juli 2001 vom Gemeinderat angenommen.
| Wappen von Söllingen | Blasonierung: „Im Wellenschnitt gespalten von Blau und Gold, belegt mit zwei Zuckerrüben in verwechselten Farben.“ |
| Wappen von Söllingen | Wappenbegründung: Die zwei Zuckerrüben in verwechselten Farben betonen die doppelte Bedeutung für den Ort. Nicht nur deren Anbau stellte und stellt einen bedeutenden Wirtschaftsfaktor dar, sondern auch die Weiterverarbeitung und die Vermehrung. Von 1850 bis 1957 arbeitete die hiesige Zuckerfabrik, von 1886 bis 1953 auch eine Rübensaftfabrik. An deren Stelle ist heute die Erzeugung von Saatgut getreten, das in alle Welt exportiert wird. Die Wellenspaltung symbolisiert Söllingen als jahrhundertealten Grenzort. Das wasserreiche Große Bruch bildet eine natürliche Grenze. Früher grenzte hier das Herzogtum Braunschweig an das Hochstift Halberstadt, dann an Brandenburg und Preußen. Die braunschweigischen Landesfarben Blau-Gelb gedenken der historischen Zugehörigkeit Söllingens zum Land Braunschweig. |

## Kultur und Sehenswürdigkeiten
- St.-Nikolai-Kirche

## Wirtschaft und Infrastruktur

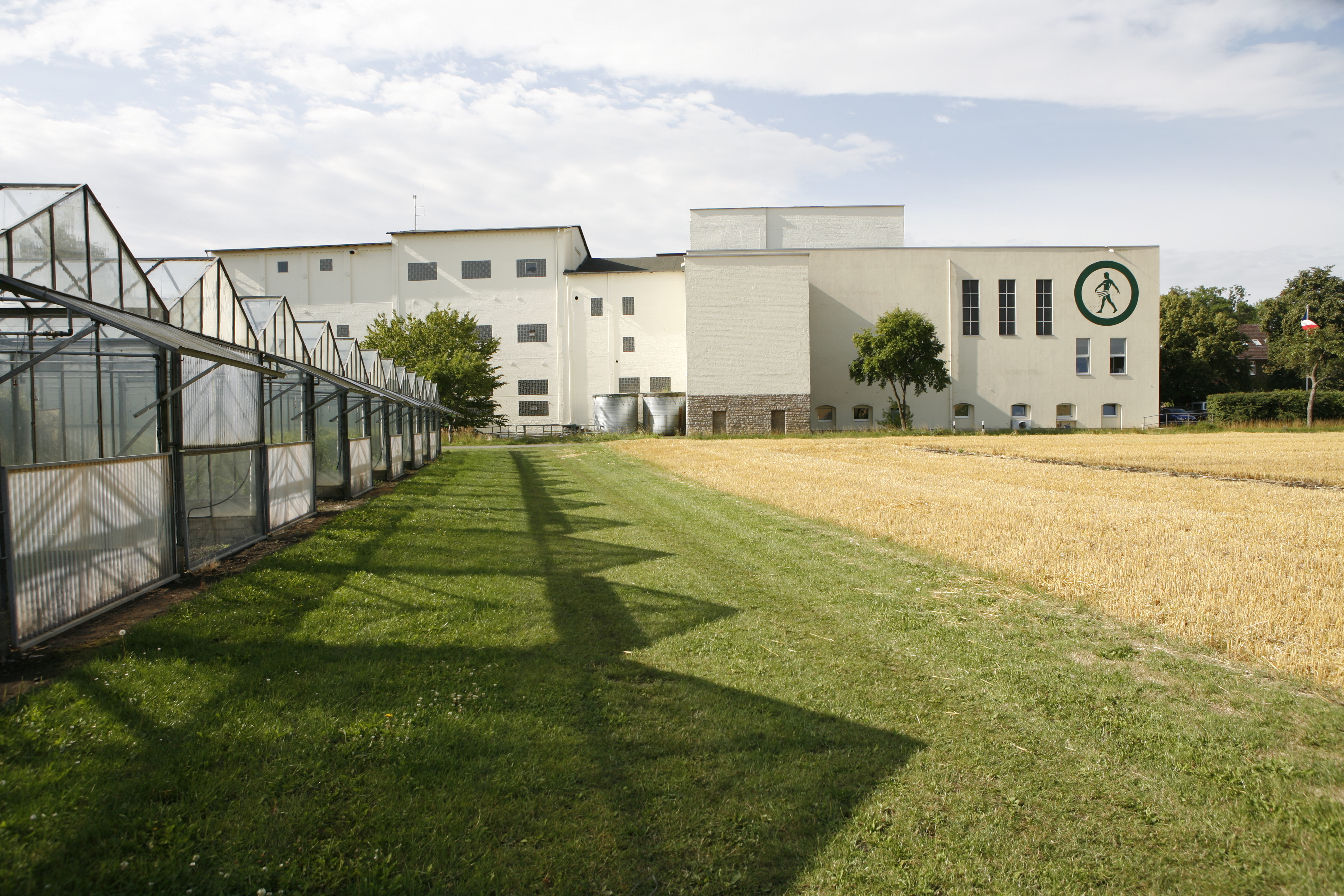
Firmensitz der Strube D&S GmbH

Söllingen liegt direkt an der Bundesstraße 244, die von Helmstedt nach Wernigerode führt. Die Gemeinde hatte bis Dezember 2007 einen Haltepunkt an der Bahnstrecke Jerxheim–Helmstedt.
Das Saatzuchtunternehmen Strube D&S GmbH hat seinen Hauptsitz in Söllingen.

## Söhne und Töchter der Gemeinde
- Karl Kleye (1854–1923), Reichstagsabgeordneter
- Otto Schäfer (1886–1960), Politiker (FDP), Mitglied des Ernannten Braunschweigischen Landtages
- Carmen Scheide (* 1965), Historikerin und Sachbuchautorin